# Cis-3,4-dihidrofenantren-3,4-diol dehidrogenaza
Cis-3,4-dihidrofenantren-3,4-diol dehidrogenaza (EC 1.3.1.49, cis-3,4-dihidrofenantren-3,4-diolna dehidrogenaza) je enzim sa sistematskim imenom (+)-cis-3,4-dihidrofenantren-3,4-diol:NAD+ 3,4-oksidoreduktaza. Ovaj enzim katalizuje sledeću hemijsku reakciju
(+)--3,4-dihidrofenantren-3,4-diol + + {\displaystyle \rightleftharpoons } fenantren-3,4-diol + NADH + H+

## Literatura
- Nicholas C. Price; Lewis Stevens (1999). Fundamentals of Enzymology: The Cell and Molecular Biology of Catalytic Proteins (Third изд.). USA: Oxford University Press. ISBN 019850229X.
- Eric J. Toone (2006). Advances in Enzymology and Related Areas of Molecular Biology, Protein Evolution (Volume 75 изд.). Wiley-Interscience. ISBN 0471205036.
- Branden C; Tooze J. Introduction to Protein Structure. New York, NY: Garland Publishing. ISBN 0-8153-2305-0.
- Irwin H. Segel. Enzyme Kinetics: Behavior and Analysis of Rapid Equilibrium and Steady-State Enzyme Systems (Book 44 изд.). Wiley Classics Library. ISBN 0471303097.

## Spoljašnje veze
- Cis-3,4-dihydrophenanthrene-3,4-diol+dehydrogenase на 